# Mary Barra
Mary Teresa Barra (nascida Mary Teresa Makela; Royal Oak, 24 de dezembro de 1961) é a atual diretora-executiva e presidente da fabricante de automóveis General Motors Company. Barra ocupa a posição de CEO da companhia desde 15 de janeiro de 2014, sendo a primeira mulher a liderar uma grande montadora global. Em 10 de dezembro de 2013, a GM a nomeou para a sucessão de Dan Akerson na diretoria-executiva. Antes disso, Barra trabalhava como vice-presidente-executiva do setor de "Desenvolvimento de Produto, Compras e Cadeia de Suprimentos" da companhia.
Em abril de 2014, Barra foi destaque na capa da Time, que a colocou entre as "100 Pessoas Mais Influentes do Mundo"

## Início da vida e educação
Ela nasceu Mary Teresa Makela. Seu pai trabalhou como um fabricante de moldes para a Pontiac, por 39 anos. Com isso ela começou a ter interesse na área e se graduou em engenharia elétrica pelo Instituto General Motors (agora Universidade Kettering), obtendo o título de Bachelor of Science. Em 1988, recebeu da GM uma bolsa de estudos na Escola de Negócios da Universidade Stanford para cursar mestrado em administração de empresas, concluído em 1990.

## Carreira
Barra começou a trabalhar para a General Motors com 18 anos de idade como estagiária em 1980 e, posteriormente, ocupou uma vários cargos ligados à engenharia e administração, inclusive sendo a gestora da fábrica de Detroit.
Em fevereiro de 2008, ela se tornou vice-presidente global de engenharia de produção. Em julho de 2009, Barra chegou ao cargo de vice-presidente mundial de recursos humanos, cargo que ocupou até fevereiro de 2011, quando foi nomeada vice-presidente-executiva de produtos globais de desenvolvimento. A última posição incluído responsabilidades para o projeto; ela tem trabalhado para reduzir o número de automóveis e plataformas da GM. Em agosto de 2013, passou a acumular também as funções de chefe Global de Compras e Cadeia de Suprimentos.
Em dezembro de 2013, Barra foi convidada para exercer função de CEO, após a saída de Dan Akerson. No mês seguinte ela assumiu o cargo. Durante seu primeiro ano como CEO da General Motors foi forçada a emitir 84 recalls, envolvendo mais de 30 milhões de carros. Barra foi chamada ao Senado dos Estados Unidos para depor sobre os recalls e mortes atribuídas à falha do interruptor de ignição. Mary e a General Motors também ficaram sob suspeita de pagamento de prêmios para limpar a imagem da CEO e da corporação durante esse tempo.